# 後薩亞特山

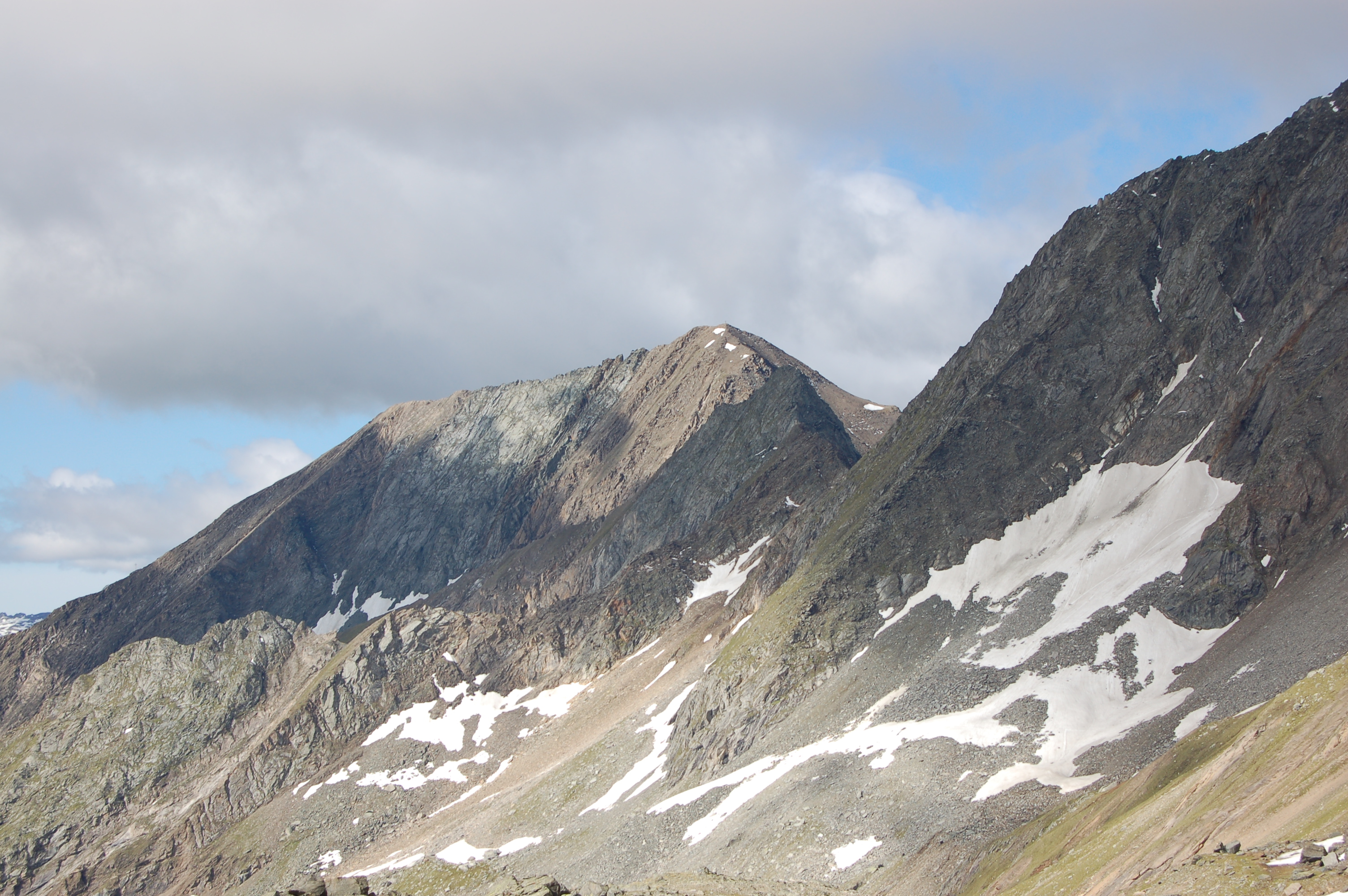

47°02′32″N 12°21′49″E / 47.042351°N 12.363645°E
後薩亞特山（德語：Hinterer Sajatkopf），是奧地利的山峰，位於該國西部，由蒂羅爾州負責管轄，屬於維內迪傑山脈的一部分，海拔高度3,098米，每年平均降雨量1,874毫米。